# Suri orao
Suri orao (lat. Aquila chrysaetos) je vrsta orla koji je velik 1 m s rasponom krila preko 2 m i težak 2,5 do 7 kg. Pripada orlovima u porodici jastrebova. Ta vrsta orla živi u Sjevernoj Americi, Europi i Aziji i ugrožena je vrsta u Hrvatskoj.

## Opis
Odrasli suri orao ima tijelo pokriveno tamnosmeđim perjem. Ima velika i snažna krila te može letjeti vrlo visoko, glavu s oštrim i snažnim kljunom kojim žrtvu raskida na komadiće i velikim očima kojima odlično vidi. Ima duge noge s kandžama koje mogu biti velike nekoliko centimetara i njima raskida meso žrtve. Ima dug rep koji je dug otprilike 35 cm.

### Razmnožavanje
Parenje započinje u siječnju ili u svibnju kad ženka u gnijezdo snese 2 bijela jaja i grije ih 45 dana. Kasnije se izlegu mladunci koji su pokriveni mekim bijelim paperjem te su veliki svega nekoliko cm.

### Stanište
Živi većinom na planinama i u šumama Sjeverne Amerike, Sjeverne Azije, Sjeverne Afrike i Europe.

### Prehrambene navike
Suri orao jede mnoge životinje. Najčešće se hrani sviscima, zečevima i miševima, a ponekad se zadovolji i lisicom, lešinom, pticama, mladim jelenima, stokom, domaćom ovcom i mladom domaćom kozom.

## Podvrste
Postoji nekoliko podvrsta surog orla. To su:
- Aquila chrysaetos chrysaetos, živi u Europi, Pirenejskom poluotoku i Sibiru
- Aquila chrysaetos canadensis, živi u Sjevernoj Americi
- Aquila chrysaetos daphanea, živi u Kazahstanu, Mandžuriji i sjeverozapadnoj Kini
- Aquila chrysaetos homeryi, živi u Sjevernoj Africi, Turskoj i Iranu
- Aquila chrysaetos japonica, živi u Japanu i Koreji
- Aquila chrysaetos kamtschatica, živi u istočnom Sibiru, Altaju i Kamčatki

## Vanjske poveznice
[neaktivna poveznica]

### Drugi projekta
|  | Zajednički poslužitelj ima stranicu o temi Aquila chrysaetos    |
|  | Zajednički poslužitelj ima još gradiva o temi Aquila chrysaetos |
|  | Wikivrste imaju podatke o taksonu Aquila chrysaetos             |